# Уитмор, Фрэнк Клиффорд
Фрэ́нк Кли́ффорд Уи́тмор (англ. Frank Clifford Whitmore; 1 октября 1887, Атлборо, Массачусетс — 24 июня 1947, Юниверсити-парк, Пенсильвания) — американский химик-органик.

## Биография

### Ранние годы, образование
Родился в Атлборо, штат Массачусетс, 1 октября 1887 года, через несколько лет семья переехала в Атлантик-Сити, Нью-Джерси, где он провёл свои школьные годы.
В школе Уитмор был лидером класса, как по успеваемости, так и в различных видах спорта. Был капитаном команды по бегу, успешно занимался баскетболом.
Окончив школу с отличием, получил стипендию для обучения в Гарварде.

### Гарвард
На первом курсе в его списке предметов химия полностью отсутствовала, однако, на втором годе обучения она была им избрана в качестве одной из основных дисциплин. В июне 1911 года Уитмор получает диплом бакалавра (с отличием), а ещё через год — магистра, также с высшими оценками. После выпуска он привлёк внимание профессора Чарльза Лоринга Джексона — одного из основоположников органической химии в США — и перешёл на должность его ассистента. Это положило начало его исследовательской работы.
В конце 1912 года, с выходом Джексона на пенсию, Уитмор переходит в лабораторию Теодора Уильяма Ричардса, первого американского учёного, получившего Нобелевскую премию(1914). Именно в это время он окончательно решил продолжить свою карьеру в области науки. В то же время активная репетиторская деятельность приносила ему весьма существенные деньги, которые превышали доходы большей части научного персонала в то время. Именно поэтому, после защиты диссертации в 1914 году, Уитмор ещё два года продолжал заниматься репетиторством, чтобы обеспечить себя на первое время дальнейшей научной работы.

### Карьера
В 1916-1817 годах Уитмор преподавал в колледже Уильямс, а затем в университете Райса (Хьюстон, Техас). В последнем он занимался, в частности, разработкой боевых отравляющих газов. В 1918 году он перешёл в университет Миннесоты на позицию ассистента профессора, а ещё через два года — в Северо-Западный университет в Эванстоне, Иллинойс — уже на правах профессора. Там одним из коллег Уитмора оказался У. Ли Льюис, после ухода которого Уитмор был назначен главой факультета. Именно там он начал работать со студентами-выпускниками, и его научная работа постепенно начала приобретать популярность. Вскоре он получил грант Общества социальной медицины и начал интенсивную работу. Результатом её явилась его первая книга — обстоятельный трактат по ртутьсодержащим органическим соединениям, в котором были обобщены результаты его исследований в Эванстоне, вышел в свет в 1921 году.
Выполняя обязанности главы факультета, он в то же время вёл интенсивную научную деятельность, к тому же являясь консультантом для Бюро почвоведения, Департамента земледелия и исследовательских групп ВС США. Также он занимал место в совете редакторов в Organic Syntheses, различные посты в Американском химическом обществе, включая пять лет на посту секретаря секции органической химии, был редактором Chemical Bulletin, членом Национального исследовательского совета (председательствовал в 1927).

В 1929 году он перешёл в колледж штата Пенсильвания на должности декана высшей школы химии и физики, а также профессора органической химии. Там он продолжал свои научные изыскания до конца жизни. За время его работы там уровень химического образования существенно вырос, и значительно большее количество выпускников успешно зачислялось в университеты по окончании — с 18 это число возросло до более чем 100 человек в год. За то время, что Уитмор находился на посту декана, был выпущен 871 бакалавр, 383 магистра и 215 докторов химии (англ. Ph.D. in chemistry). Несмотря на большую нагрузку в качестве декана, он продолжал активно вести исследования, преподавать, а также ещё больше участвовать в жизни Американского химического общества на посту его президента(1938) и редактора.

Во время Второй мировой войны он был особенно занят в государственных проектах. В частности, являлся ведущим специалистом в программах, связанных с разработкой и созданием органических взрывчатых веществ, был консультантом многих ведомств, связанных с подобной деятельностью. Также возглавлял исследовательские программы Пенсильванского колледжа в области создания топлива, смазочных материалов, взрывчатых веществ, синтетической резины, и некоторых лекарственных препаратов(в том числе пенициллина).

В то же время он во многом помогал отбору кадров, распределявшихся для работы в различные отделы в годы войны сообразно своим знаниям и способностям. Можно определённо сказать, что такая огромная занятость и нагрузка сыграли решающую роль в истощении его жизненных сил и внезапной смерти в 1947 году.

## Научные заслуги
Уитмор был необычайно продуктивным и проницательным исследователем. Его первой самостоятельной работой стала работа с ртутьсодержащими соединениями, опубликованная в 1921 году и до сих пор часто фигурирующая в списке литературы в статьях и обзорах многих учёных, специализирующихся на данной тематике. Он не только разработал методики синтеза многих соединений, но также указал на их возможные применения, а также использование в качестве катализаторов в других процессах.

Наиболее известной стала его работа в области изучения механизмов молекулярных перегруппировок. Электронная концепция, предложенная им, была впоследствии широко принята научным сообществом, несмотря на то, что в первое время нередко встречала скептическое отношение. Однако последовательность и непреклонность учёного, подтверждавшего свои догадки разнообразнейшим экспериментальным материалом, впоследствии снискали признание его теории и сформировали прочный фундамент для дальнейших изысканий в этой области.

Значительным вкладом являются исследования Уитмора, связанные с реактивом Гриньяра. Им были предложены и подтверждены получение с его помощью кетонов из хлорангидридов, синтез третичных углеводородов, его использование в качестве восстановителя. Помимо этого, были раскрыты новые для того времени применения этого реагента.

Он в числе первых занимался химией неопентана, положив начало более тщательному исследованию его и производных.

Наконец, он тщательно изучал перегруппировки в углеводородах при кислой реакции, дегидрирование спиртов в различных средах; перегруппировки в реакциях разложения амидов (аналогичных реакции Хофманна), реакции Чугаева, превращений третичных галогенидов; пинаколиновой и ретропинаколиновой перегруппировок, катионной полимеризации углеводородов и многих аналогичных им процессов.

В ходе создания препаратов против малярии Уитмором был синтезирован ряд оснований пиридинового, пиримидинового, хинолинового и триазинового рядов.

Третьей глобальной темой после ртутьсодержащих соединений и химии углеводородов, стали кремнийорганические соединения. В частности, им была обнаружена необычная активность β-замещённых кремнийорганических производных. Его изыскания военного времени, связанные с ними, получили широкое развитие — за несколько лет до своей смерти он запланировал и расписал двадцатилетнюю программу по их исследованиям, но не успел воплотить её в жизнь. Однако осознание им важности и потенциала данной области, несомненно, сыграло важную роль, развиваясь и совершенствуясь в работах его учеников.

## «Органическая химия»
В 1937 году увидела свет его монография «Органическая химия». Охарактеризованная им, как «однотомный Бейльштейн» и предназначенная, в первую очередь, для студентов, специализирующихся в данной области, и учёных, она во многом разъясняла современное развитие предмета, текущий интерес к алифатическим и алициклическим соединениям, их промышленному синтезу и переработке. Книга получила широкое распространение, а её второе издание, готовившееся к выходу незадолго до смерти автора, было доработано и выпущено в свет при помощи и содействии его семьи, коллег и последователей.

## Признание
Исследовательская, научная, руководительская и преподавательская деятельность Уитмора получили широкое признание в среде его единомышленников и современников.
- медаль Уильяма Николса (1939)
- Премия Уилларда Гиббса (1945)

## Семья
В 1914 году в Кембридже он женился на Мэрион Мэйсон. Будущие супруги встретились летом после первого курса Уитмора, когда тот работал гидом по университету. Она была студенткой на химическом факультете Рэдклиффского колледжа (окончила его в 1912 году), и позже оказывала мужу помощь, как в его научной работе, так и в написании статей и книг. Супруги были очень друг к другу привязаны в течение всей своей совместной жизни, и имели четверых детей — Фрэнк-младший, Мэйсон, Гарри и Мэрион-младшая.

Все четверо детей также пошли по стопам родителей и нашли своё место в науке. Фрэнк-младший учился в Амхерсте и Гарварде, и получил степень по геологии в 1942 году. Мэйсон же получил звание доктора наук в Корнуэлльском университете и был экспертом по радиологии в госпитале Джефферсона в Филадельфии. Гарри получил химическое образование в Пенсильванском колледже и работал в Universal Oil Products Company, где занимал должность специалиста по антиоксидантам. Мэрион также окончила Пенсильванский колледж, и продолжила своё образование в качестве специалиста по питанию.

## Интересные факты
1. Во время обучения Уитмор постоянно совмещал занятия с подработкой в самых разных местах. Например, весь первый курс он проработал телефонистом в городке Уэлсли, Массачусетс, в 17 милях от Гарвард-сквер. Ежедневная смена начиналась в 7 вечера и заканчивалась в 7 утра, немало времени отнимала и дорога на трамвае. Вместо обычного аппарата, на котором загоралась лампочка, когда абонент поднимал трубку, у него было приспособлен звонок — это позволяло в промежутках между вызовами успевать заниматься или уделять хоть какое-то время сну. Впрочем, обилие ночных звонков было делом нечастым.
2. Для него было нормой просыпаться в 3 часа утра, и отправляться на работу; к тому времени, когда просыпается большинство людей, он возвращался домой, к семье, затем снова приступал к работе уже вместе со своими коллегами.